# Prix Félix de la révélation
 (décembre 2018).
Si vous disposez d'ouvrages ou d'articles de référence ou si vous connaissez des sites web de qualité traitant du thème abordé ici, merci de compléter l'article en donnant les références utiles à sa vérifiabilité et en les liant à la section « Notes et références ».
Cet article recense les lauréats du Prix Félix de la révélation, remis à l'occasion du Gala annuel de l'Association québécoise de l'industrie du disque, du spectacle et de la vidéo (ADISQ) depuis 1979.

## Liste des lauréats[2]
- 2024 - BARNEV
- 2023 - Kanen
- 2022 - Ariane Roy
- 2021 - CRi
- 2020 - Eli Rose
- 2019 - Alexandra Stréliski
- 2018 - Hubert Lenoir
- 2017 - Émile Bilodeau
- 2016 - Safia Nolin
- 2015 - Philippe Brach
- 2014 - Klô Pelgag[3]
- 2013 - Les sœurs Boulay
- 2012 - Lisa LeBlanc
- 2011 - Brigitte Boisjoli
- 2010 - Bernard Adamus
- 2009 - Cœur de pirate
- 2008 - Alfa Rococo
- 2007 - Tricot machine
- 2006 - Malajube
- 2005 - Pierre Lapointe
- 2004 - Benoît Charest
- 2003 - Ariane Moffatt
- 2002 - Mélanie Renaud
- 2001 - Gabrielle Destroismaisons
- 2000 - Daniel Boucher
- 1999 - Garou
- 1998 - Lili Fatale
- 1997 - Lise Dion
- 1996 - Noir Silence
- 1995 - Éric Lapointe
- 1994 - Zébulon
- 1993 - Les Colocs
- 1992 - Kathleen
- 1991 - Julie Masse
- 1990 - Laurence Jalbert
- 1989 - Roch Voisine
- 1988 - Mitsou
- 1987 - Marc Drouin
- 1986 - Nuance
- 1985 - Rock et Belles Oreilles
- 1984 - Martine Chevrier
- 1983 - Céline Dion
- 1982 - Pied de Poule
- 1981 - Martine St-Clair
- 1980 - Diane Tell
- 1979 - Fabienne Thibeault